# コモチカワツボ
コモチカワツボ（子持ち川小螺）、学名 Potamopyrgus antipodarum は、カワツボ科に分類される淡水生の巻貝の一種。殻長4-5mmでカワニナを極小サイズにしたような外見をしている。ニュージーランド原産で、欧米や日本などに外来種として定着している。

## 分布
ニュージーランドを原産地とする
。オーストラリア、ヨーロッパ、北アメリカ、イラク、日本に移入分布する。
日本では、北海道・青森県・岩手県・秋田県・山形県・宮城県・新潟県・栃木県・群馬県・埼玉県・神奈川県・長野県・静岡県・愛知県・岐阜県・三重県・富山県・石川県・滋賀県・京都府・兵庫県・愛媛県・宮崎県で記録されている。

## 特徴

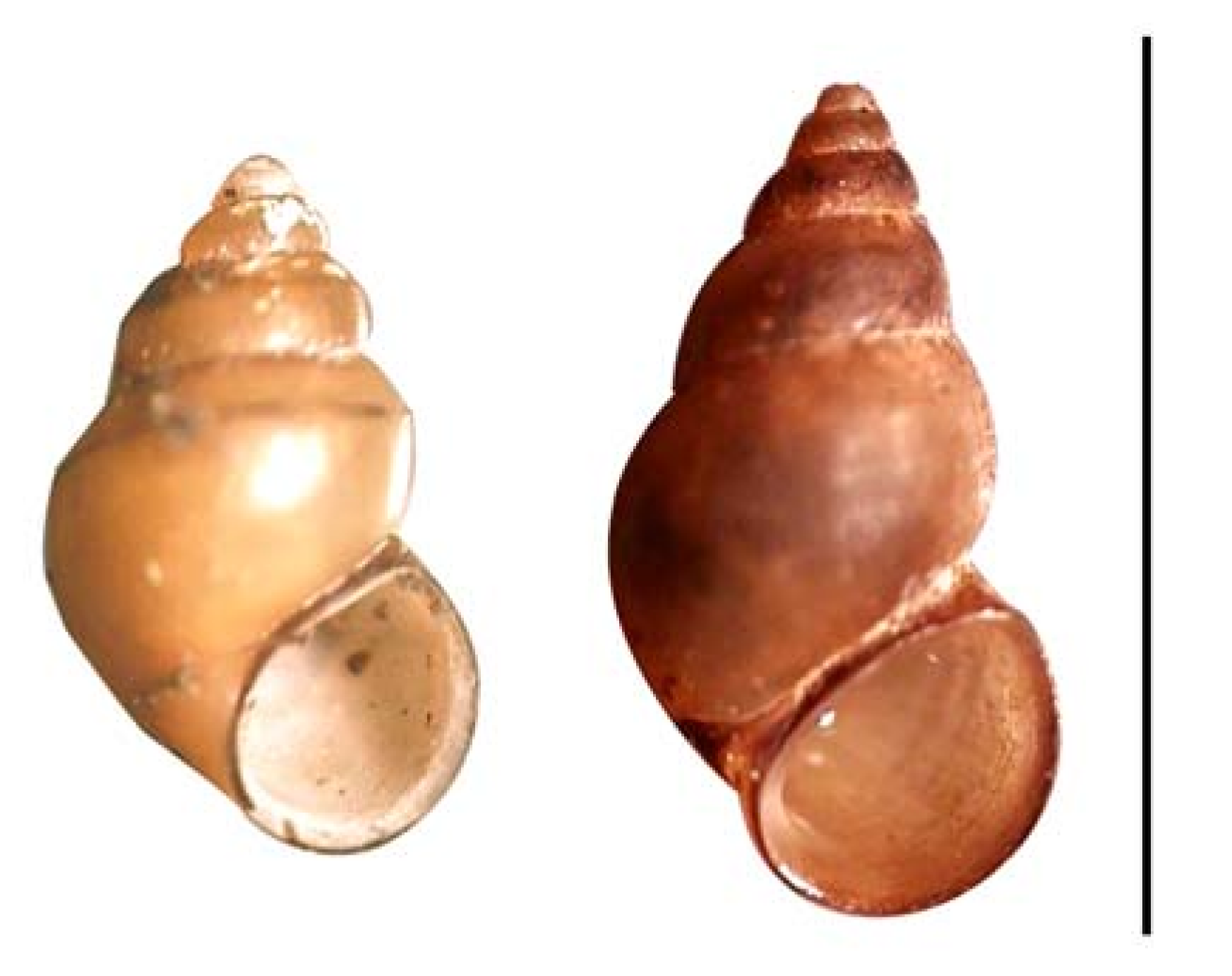
コモチカワツボの殻。左は肩に角が出る変異。右側の黒いスケールバーは5mmを示す。

殻高は4-5mmで、幼貝の殻高は0.4mmと極小。カワニナの幼貝に似ているとされるが、殻口の形状から見分けがつく。カワニナと違って、コモチカワツボは殻口が長円形で、体層との間に隙間がある。
雌雄異体で、有性生殖する個体と無性生殖する個体が存在する。外来種として定着している地域では、ほとんどが雌の無性生殖個体であり、一個体でも繁殖して増え続ける。1平方メートルあたり数万から数十万の高密度に達することもある。

## 外来種問題
アメリカでは1987年にスネーク川で初めて記録された。日本の最初の定着報告は1990年の三重県である。日本の場合はニュージーランドやオーストラリアから輸入された活魚に混入して導入されたと考えられている。そして、靴底や網、水鳥などの動物に付着して分布を拡大させたとみられる。また、本種はゲンジボタルの餌となるため、ホタル保護活動の中で本種が意図的に移殖された可能性も指摘されている。
分布拡大を防止する手段としては、本種の生息環境で使用した道具類の凍結や高温乾燥、薬剤処理による個体の駆除などが挙げられる。
繁殖力が非常に強い外来種だが、悪影響についてはあまり整理されていない。滋賀県では「ふるさと滋賀の野生動植物との共生に関する条例」によって指定外来種に指定し、飼育の禁止や野外への放逐を規制している。